# 掛物

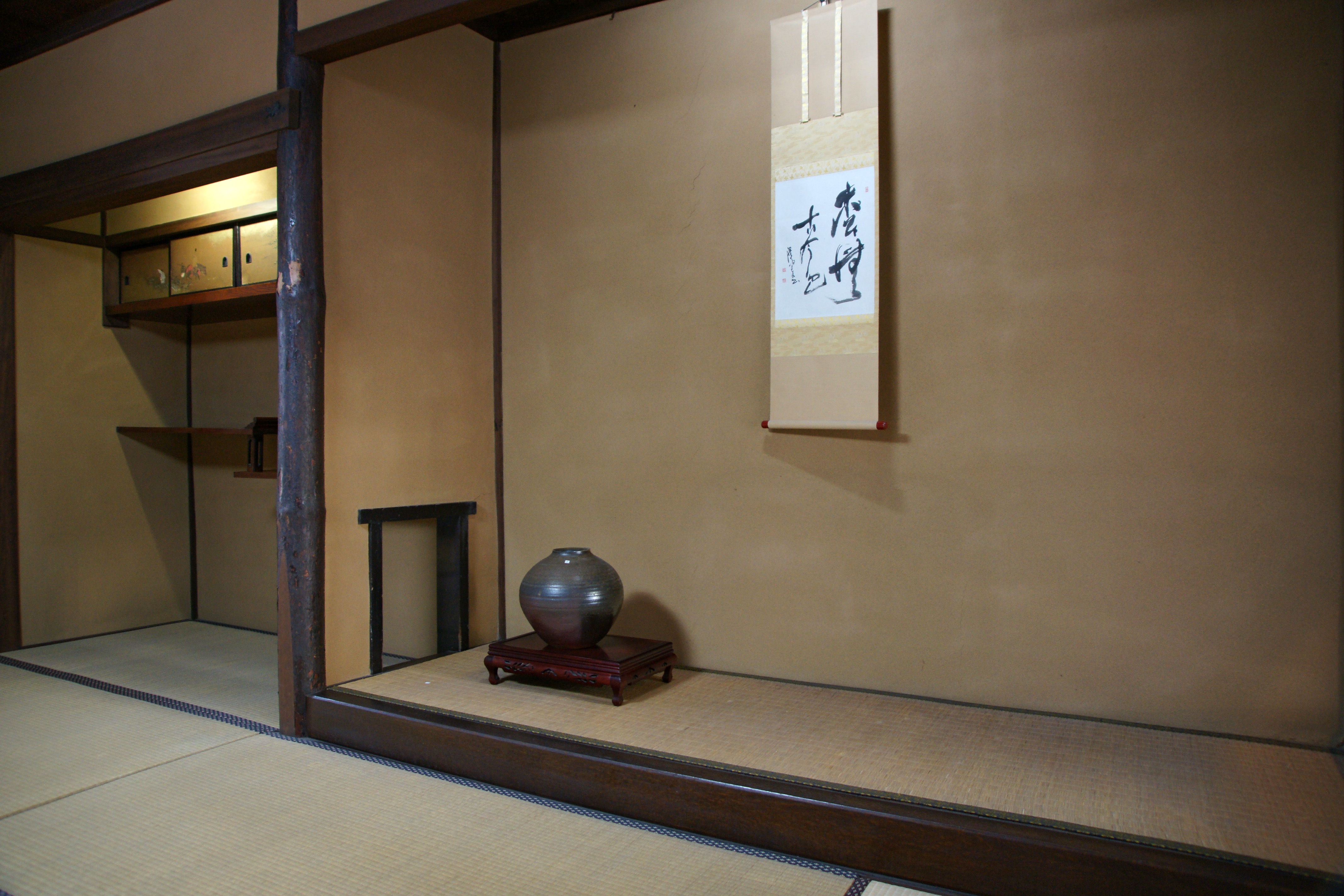

掛物（かけもの）とは、床の間や壁などにかけるように作った書や画、などに掛けて鑑賞するものである。掛軸は掛物の一種である。

## 掛物の種類
仏画、肉筆浮世絵、山水画、花鳥画、墨蹟、古筆、色紙、短冊、画賛、手紙である「消息」、巻物を切り取った一部である「断簡」などが表装され、掛軸となる。連作となる複数の書画を同じ表装で仕立てたものを「対幅」（ついふく）と呼ぶ。対幅には柿栗図や竜虎図といった双幅、観音・猿・鶴などを描いた三幅対、四季を描いた四幅対、12ヶ月を描いた十二幅対などがある。以上を床の間に掛けるものという意味で、「床掛け」ともいう。